# ۴۹۴۲ مونرو
۴۹۴۲ مونرو (به انگلیسی: 4942 Munroe) یک ریزسیاره در کمربند سیارک‌ها است که توسط Henri Debehogne در رصدخانه لاسیا در شیلی در ۲۴ فوریه ۱۹۸۷ کشف شد.
در سال ۲۰۱۳، نام سیاره از 1987 DU6 به نام فعلی تغییر یافت که به نام رندل مونرو، متخصص سابق رباتیک در ناسا و پدیدآورنده وب‌کمیک xkcd نامگذاری شده است. این نام را دو تن از خوانندگان xkcd یعنی Lewis Hulbert و Jordan Zhu انتخاب کردند و به اتحادیه بین‌المللی اخترشناسی پیشنهاد دادند.